# 波莱尼伊诺
波莱尼伊诺，是西班牙阿拉贡自治区韦斯卡省的一个市镇。总面积33平方公里，总人口248人（2001年），人口密度8人/平方公里。